# Heinrichsthal
Heinrichsthal är en kommun och ort i Landkreis Aschaffenburg i Regierungsbezirk Unterfranken i förbundslandet Bayern i Tyskland.
Kommunen ingår i kommunalförbundet Heigenbrücken tillsammans med kommunen Heigenbrücken.